# Чемпіонат світу з трекових велоперегонів 1937
Чемпіонат світу з трекових велоперегонів 1937 проходив з 21 по 29 серпня 1937 року в Копенгагені, Данія. Змагання проводилися у спринті та гонці за лідером серед професіоналів та у спринті серед аматорів.

## Медалісти

### Чоловіки
Професіонали
| Дисципліна       | Золото         | Срібло       | Бронза         |
| Спринт           | Джеф Шеренс    | Арі ван Вліт | Альберт Ріхтер |
| Гонка за лідером | Вальтер Ломанн | Ернест Терро | Адольф Шьон    |

Аматори
| Дисципліна | Золото             | Срібло     | Бронза    |
| Спринт     | Джеф ван де Вайвер | П'єр Жорже | Хенк Оомс |

## Загальний медальний залік
| Місце  | Країна      | Золото | Срібло | Бронза | Загалом |
| ------ | ----------- | ------ | ------ | ------ | ------- |
| 1      | Нідерланди  | 1      | 1      | 1      | 3       |
| 2      | Третій Рейх | 1      |        | 2      | 3       |
| 3      | Бельгія     | 1      |        |        | 1       |
| 4      | Франція     |        | 2      |        | 2       |
| Всього | Всього      | 3      | 3      | 3      | 9       |